# Vladimir Volkoff
Vladimir Volkoff (n. 7 noiembrie 1932, Paris, Franța – d. 14 septembrie 2005, Bourdeilles, Aquitaine, Franța) este un scriitor francez de origine rusă.
A publicat literatură pentru adulți și nuvele cu spioni pentru tinerii cititori sub pseudonimul Lieutenant X. Volkoff este de multe ori considerat prin excelență scriitorul francez al Războiului Rece. Lucrările sale sînt caracterizate de teme ale perioadei Războiului Rece, inteligență și manipulare, dar și de metafizic, inclusiv elemente spirituale.

## Biografie
Volkoff a fost fiul unui emigrant rus care și-a cîștigat existența în Franța spălînd mașini. Vladimir a crescut cu amintirile familiei sale despre piederea ținutului de baștină. Este stră-strănepot al compozitorului Piotr Ilici Ceaikovski.
Dupa terminarea studiilor la Sorbonne în Paris și a universității la Liège, Volkoff a învățat engleza la Amiens între 1955-1957. A efectuat serviciul militar ca ofițer de spionaj în Armata Franceză în timpul Războiului din Algeria, unde a învățat cum se duce războiul, cât din el este purtat din umbră și între ambasade, și cât la vedere și pe cîmpul de luptă.

### America
După demobilizare, Volkoff a călătorit în Statele Unite ale Americii ca profesor de franceză și de literatură rusă. A lucrat ca traducător (1963 - 1965), și ca profesor de franceză și rusă (1966 - 1977). A fost fascinat de marea frumusețe și putere a țării unde a locuit mai mult de un deceniu, timp în care a publicat mai multe lucrări: L'Agent triple (Angentul triplu) (1962), Métro pour l'enfer (Metro spre infern) (1963), Les Mousquetaires de la République (Mușchetarii Republicii) (1964) și Vers une métrique française (1977).
În tot timpul anilor 1970 folosind pseudonimul Lieutenant X, Volkoff a publicat literatură pentru tineri în seria Langelot a Hachette Bibliothèque verte, prezentînd aventurile unui erou, tînăr agent secret. În aceste lucrări Volkoff arată interesul său pentru intrigi romantice și răsturnări de situații, deținînd un profund înțeles al forțelor pozitive din univers.
La sfîrșitul anilor 1970, scrierile lui Volkoff descriu raporturile dintre puterile vestice și cele estice și chiar realitățile acestor sisteme. Scrierile sale conțin o analiză a ideologiei combatante între doua concepții opuse ale lumii și ale libertăților din cele cu un fundal geopolitic stabil.

### Reîntoarcerea in Europa
Nuvela lui Volkoff din anul 1979 numită Le retournement (Răsturnare de situație) i-a adus 
recunoaștere internațională și a fost tradusă în mai multe limbi. Dedicată lui Graham Greene, pe care personal Volkoff îl admira foarte mult, titlul se referă la manevrele inteligente realizate la convertirea unui agent secret, pentru a-l determina pe acesta să intre în slujba altul serviciu secret. Cartea conține povestea unei lupte între servicile secrete a trei țări: SUA, Franța și URSS, dar de asemenea răsturnare de situație spirituală, necunoscută acestor servicii, care în final duce la transformarea într-un martir a personajului principal.
În 1980 Volkoff publică Les humeurs de la mer, o frescă contemporană în patru volume: Olduvaï, La leçon d'anatomie (Lectia de anatomie), Intersection (Intersectia) și Les maîtres du temps (Stăpînii timpului). Cu Le montage (Montajul) (cîștigător al Marelui premiu la categoria roman al Academiei franceze), în anul 1982, în care Volkoff a descris metodele și rețelele de dezinformare, inclusiv metodele de lucru ale Serviciului secret Sovietic în Europa; ideea care a stat la baza cărții poate veni de la Alexandre de Marenches, director al SDECE.
În 1985, inspirat de experiența americană, a publicat lucrarea intitulată Le professeur d'histoire (Profesorul de istorie), în care a portretizat o comică confruntare între un om de literatură plin de valori tradiționale și o tînără moștenitoare care este pe valul modernismului.